# 庇亚门

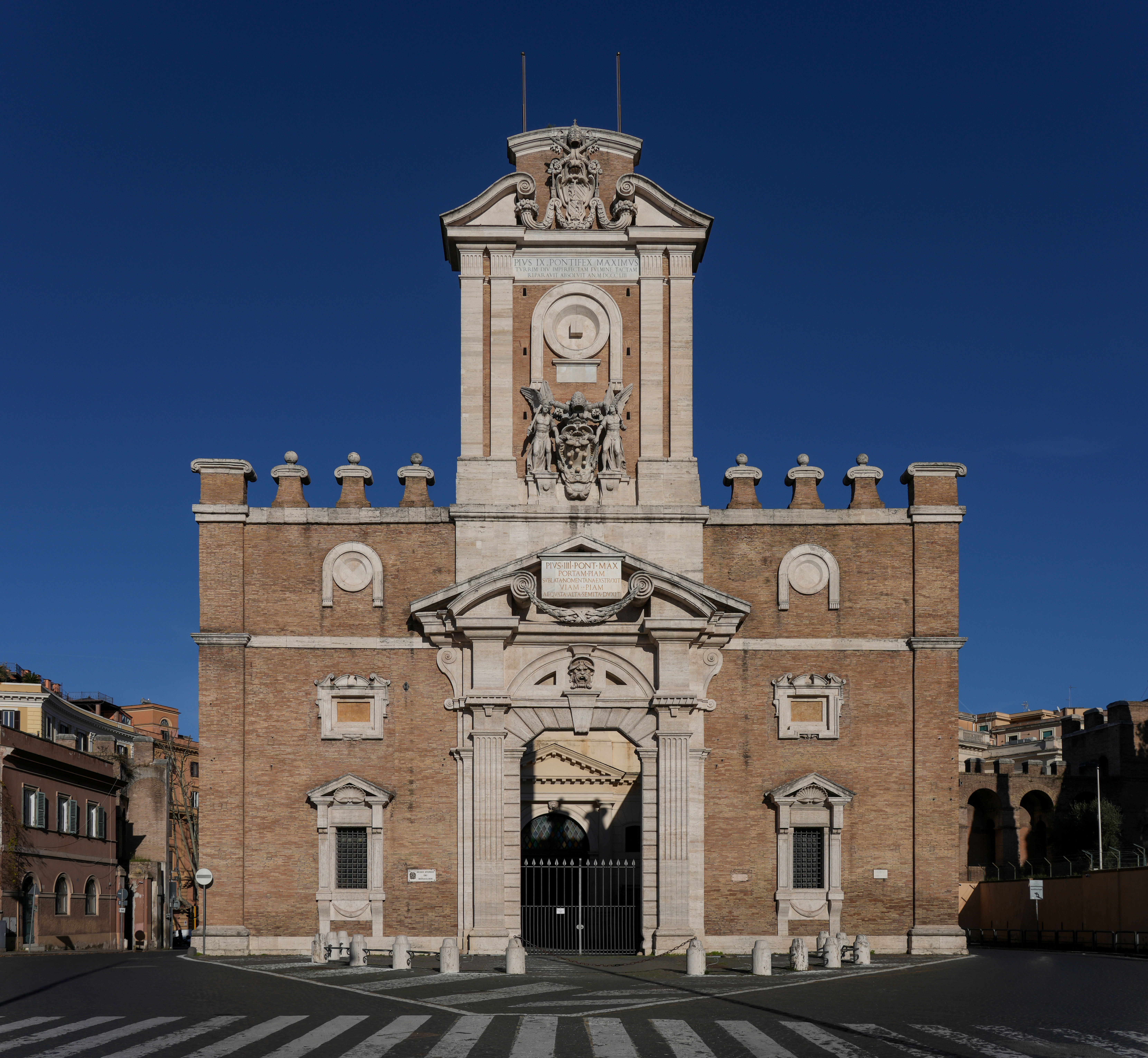
庇亚门内侧

庇亚门（Porta Pia）是意大利罗马奥勒良城墙上的一座城门。这是庇护四世为改进罗马所作的努力之一，因此也以他命名。庇亚门位于一条新街道，庇亚街（今九月二十日街）的末端，以取代向南数百米的諾門塔納門，后者同时关闭。庇亚门由米开朗琪罗设计，于1561年开始建造，1565年完工，那时米开朗琪罗已经去世。外侧的立面为新古典主义风格。1585年，庇亚门增建了第二個拱門。1869年完成。

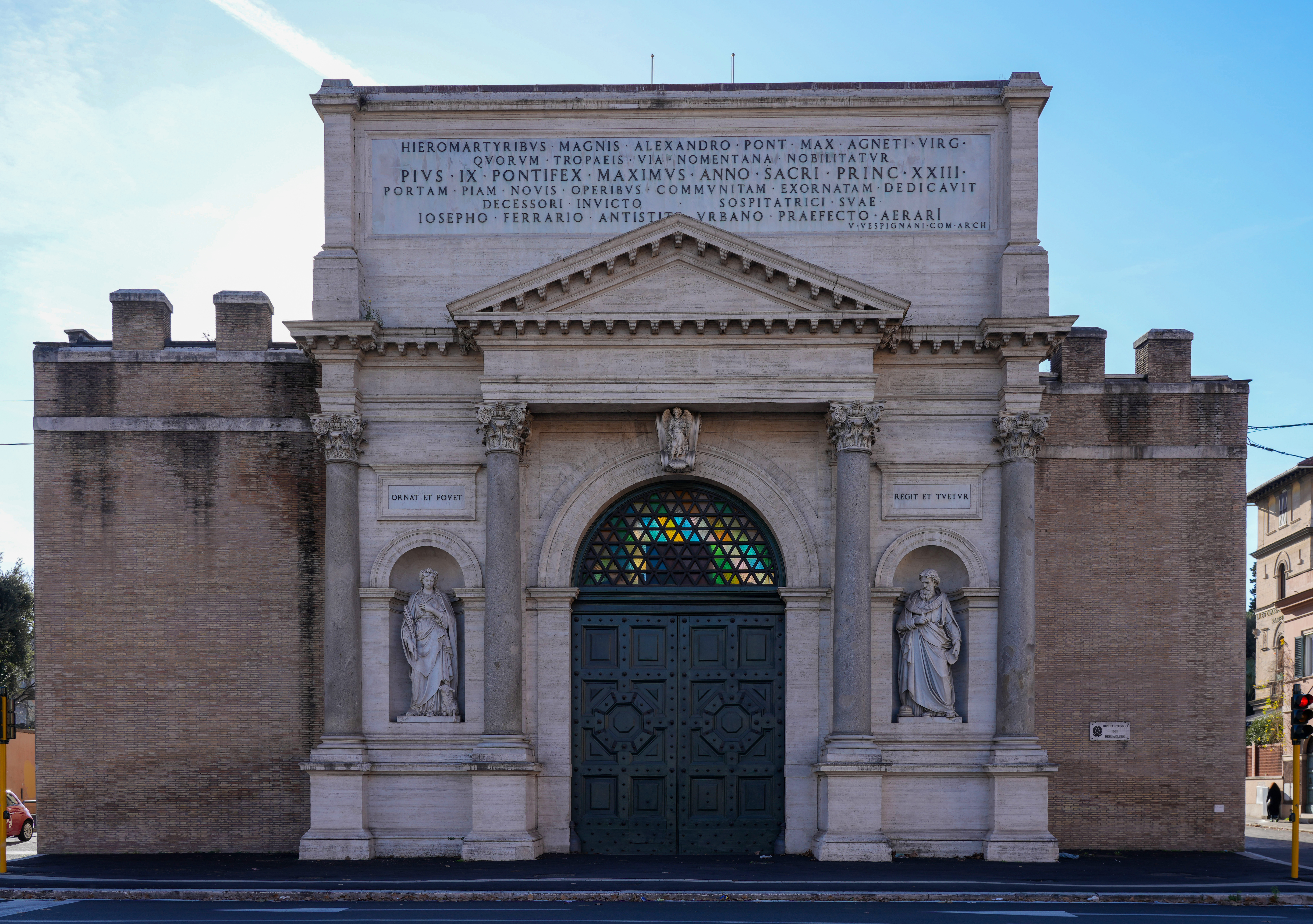
庇亚门外侧